# William Vickrey
 (janvier 2019).
Si vous disposez d'ouvrages ou d'articles de référence ou si vous connaissez des sites web de qualité traitant du thème abordé ici, merci de compléter l'article en donnant les références utiles à sa vérifiabilité et en les liant à la section « Notes et références ».
William Vickrey, né le 21 juin 1914, à Victoria en Colombie-Britannique et mort le 11 octobre 1996 à Harrison dans l'État de New York, est un économiste américain et canadien. Professeur à l'université Columbia, sa carrière fut couronnée en 1996 par le prix de la Banque de Suède. Il est à ce jour le seul économiste hétérodoxe à avoir reçu ce prix. Il mourut trois jours après l'annonce de sa nomination et la remise de médaille se fit à titre posthume.

## Parcours professionnel
Il enseigne à l'université Columbia, où il est professeur titulaire.
Il est l'élève favori de Carl Shoup. Celui-ci lui demande de l'accompagner au Japon en 1949 afin de participer à la Mission Shoup qui vise à réformer le système fiscal japonais.
Il effectue des travaux importants sur les phénomènes de congestion. Pour lui, les routes et autres services devraient, pour fonctionner correctement, être indexées par un système de prix, de telle sorte que les usagers pourraient tenir compte de l'augmentation des coûts de production consécutive à une augmentation de la demande. L'indexation par les prix donnerait un signal aux consommateurs et utilisateurs d'un service, pour qu'ils ajustent leurs comportements à la situation de saturation, mais également aux investisseurs, qui étendraient leurs investissements dans le but d'accroître leur offre. Sa théorie a été en partie mise en application dans la ville de Londres.
Il a aussi donné son nom à l'enchère de Vickrey. C'est un système d'enchères que l'on peut résumer comme suit: dans un processus d'enchères sous enveloppe, le lot est attribué à l'enchérisseur le plus offrant, mais au prix du second enchérisseur. Vickrey a démontré, en théorie des jeux, la validité de ce système d'enchères.

## Orientations économiques
Vickrey fut le seul économiste post-keynésien à avoir reçu le Prix de la Banque de Suède en sciences économiques en mémoire d'Alfred Nobel, mais il reçut la récompense pour des travaux antérieurs qui étaient de nature orthodoxe. Vickrey en tant que post-keynésien, affirmait que les économies contemporaines souffraient d'une insuffisance de la demande globale. Il prônait de larges déficits publics afin de rétablir le plein-emploi. Il s'opposait également aux restrictions sur les déficits budgétaires imposés par le traité de Maastricht.

## Hommages et récompenses
Vickrey reçut le prix avec James Mirrlees pour ses recherches sur la théorie des incitations sous information imparfaite. Il y décrit des situations avec asymétrie d'information, où par exemple, l'assuré en sait plus sur sa santé que l'assureur.
Il obtient en 1996 le « Prix Nobel » d'économie. Mourant trois jours après l'annonce de sa nomination, la remise de médaille se fait à titre posthume.